# Juanito Mariana
Pour les articles homonymes, voir Juan García (homonymie) et García.
Juan García Torres, plus connu sous le sobriquet de Juanito Mariana, né le 10 février 1946 à Cadix (Andalousie, Espagne), est un footballeur espagnol qui jouait au poste de milieu de terrain offensif.

## Carrière
Enfant dans son quartier, on lui donne le surnom de "Juanito Mariana" en raison de sa grand-mère qui s'appelait Mariana.
Les rues de son quartier et l'école de La Salle sont témoins de ses débuts comme footballeur.
À l'âge de 12 ans il est envoyé par son père à Barcelone où résident ses oncles. Durant trois années à Barcelone, Juanito continue à jouer au football avec la Peña Kubala située dans le quartier de Collblanc.
Juanito revient ensuite à Cadix et commence à jouer au CD Berchmans. À l'âge de 16 ans, il commence à jouer en Troisième division avec le club Balón de Cádiz. Malgré son physique fluet, Juanito se fait remarquer grâce à son habileté balle au pied. Il joue au poste de milieu de terrain droit et démontre un savoir-faire, une vitesse et une conduite du ballon magistraux.
Juanito fait le saut en équipe première du Cádiz CF en été 1964, à l'âge de 18 ans. Il reste pendant quatre saisons avec Cadix, toutes en deuxième division. Il inscrit dix buts lors de sa première saison et le club évite de justesse la relégation.
La saison 1966-1967 donne la confirmation du talent de Juanito Mariana. Il joue tous les matchs de championnat et inscrit neuf buts. Son nom commence à intéresser les plus grands clubs d'Espagne et d'Europe. Lors de la saison 1967-1968, il continue à progresser et marque dix buts. Son excellente fin de saison permet presque au Cádiz CF de monter en première division (5e place).

### FC Barcelone
Juanito Mariana est connu dans toute l'Espagne et son transfert dans un grand club n'est plus qu'une question de jours car Cadix ne peut pas le retenir plus longtemps. Des clubs tels que l'Atlético de Madrid, Valence ou le Real Madrid s'intéressent à lui, mais c'est finalement le FC Barcelone entraîné par Salvador Artigasqui le recrute en été 1968. C'est César Rodríguez, l'ancien meilleur buteur du Barça, et Domingo Balmanya qui conseillent son recrutement. Le montant du transfert est de 3 millions et demi de pesetas, plus un match amical.
Lors de la pré-saison, Juanito veut prouver que son recrutement est justifié. Il joue son premier match sous le maillot du Barça sur le terrain de Granollers et parvient à marquer un but. Quatre jours après, Juanito se présente devant le public du Camp Nou lors de la demi-finale du Trophée Gamper en rentrant sur le terrain à la place de Zaldua et marquant le 3 à 0 face au Werder de Brême.
Mais pour Juanito son vrai début avec le FC Barcelone a lieu lors du Trophée Carranza qui se dispute chaque année à Cadix, sa ville natale. Barcelone bat le Real Madrid en demi-finale du tournoi et Juanito Mariana ouvre le score à la 24e minute sous les applaudissements du public de Cadix.
Lorsque commence le championnat, l'entraîneur Artigas le titularise lors de la première journée face à la Real Sociedad au Camp Nou. Juanito accomplit ainsi son rêve de jouer en première division. Quatre jours après, Juanito Mariana débute en Coupe des coupes face à Lugano.
Juanito se blesse au mois de novembre mais il revient pour inscrire son premier but en compétition officielle avec Barcelone le 18 décembre 1968 lors d'un match contre Córdoba (victoire 4 à 0).
Après plusieurs matchs comme titulaire, les blessures commence à miner le moral de Juanito. Il se blesse à la cheville et lorsqu'il est rétabli il est relégué à un second plan car d'autres joueurs ont pris sa place.

### Grenade CF
Au terme de la saison 1968-1969, Barcelone décide de se séparer de Juanito Mariana qui rejoint Grenade CF (club qui milite en première division) tandis que le joueur de Grenade Ramoní, grand ami de Juanito, rejoint le Barça.
Juanito Mariana signe un contrat de deux ans avec Grenade. Il effectue une bonne première saison mais la fin de saison est marquée par une grave blessure lors d'un entraînement. Il tombe contre une barrière et se fracture le bras à trois endroits. En plus, la première opération est un désastre qui aggrave l'état de son bras. Juanito est obligé de se soumettre à une nouvelle opération. Il est indisponible pendant plusieurs longs mois. Juanito Mariana se récupère à Barcelone. Il affirme « J'aurai toujours une dette envers le FC Barcelone qui m'a aidé dans ma récupération, spécialement envers l'entraîneur Vic Buckingham. Ils me redonnèrent confiance, me redonnèrent le goût de la vie. Sans eux, je ne m'en serais pas sorti. »

### Retour à Cadix
Après cette étape difficile, le club de Grenade lui communique qu'il ne compte plus sur lui. Cádiz CF fait alors une offre à Juanito qui accepte de signer pour deux saisons (1971-1972 et 1972-1973) qui seront excellentes. Juanito récupère ses moyens et joue à un très bon niveau.
Lors de la saison 1972-1973, Cadix est entraîné par Domingo Balmanya. Le club obtient de bons résultats.
Après ces deux saisons, Cadix de façon étrange ne renouvelle pas le contrat de Juanito malgré ses bonnes prestations. Juanito signe avec Levante UD qui vient de monter en deuxième division. Le club paye son inexpérience et descend en troisième division au terme de la saison sans que Juanito n'ait pu apporter beaucoup.
À l'âge de 28 ans, il décide de mettre un terme à sa carrière de joueur afin de soigner correctement son bras qui le fait encore souffrir.
Plusieurs années après, il est opéré pour la troisième fois pour placer une prothèse.
Il devient entraîneur au niveau amateur.